# 消防員工作權益促進會
社團法人中華民國消防員工作權益促進會，是一個由台灣基層消防員組織的全國性非營利社會團體，旨在保障基層消防員勞動權益、提升消防員勞動意識。性質上，消權會為勞工運動團體，以非暴力抗爭形式向內政部消防署及各地方政府消防局爭取勞動權益，主要訴求包括增加消防人力、改善裝備、回歸專業勤務、降低工時、推動消防員合法組織工會等。

## 歷史
- 2013年7月，一群基層消防員與關注消防員相關權益的相關民間人士向中華民國內政部申請籌組消防員工作權益促進會。2013年12月，消防員工作權益促進會正式成立。

- 2018年9月19日，消權會聲明，該會創立時即加入全國自主勞工聯盟，然而該會逐漸發現自主工聯作為上級組織已無法提供任何協助，甚至自主工聯之工運路線不符該會期待；在該會試圖與自主工聯溝通但無法弭平差異後，該會全體理監事決議退出自主工聯[2]。
- 2019年10月3日，消權會點名內政部消防署妨礙《消防法》修法，並要求立法院各黨團、立法院院長在本會期內通過《消防法》修法，將「殉職調查」入法且開放基層團體參與調查，以及將「消防員退避權」入法。[3][4]

## 關注議題

### 消防員殉職

#### 高雄氣爆事故
- 2014年8月19日，消促會等團體來到內政部前抗議，表達對政府長期漠視消防員人力不足等制度的不滿，並提出三大訴求，要求內政部補足消防人力，要專業分工，呼籲改善消防裝備，提升消防員出勤安全，改善制度惡化問題。[5]

- 2014年9月1日，全台超過千位消防員與聲援團體，在自由廣場前集結，悼念這幾年因消防體制不足、裝備不全而離世的消防員，舉行91凱道公祭，並為了還活著的消防員爭取更安全的工作環境。

高雄氣爆間造成六名消防員不幸死亡，根據消防員工作權益促進會統計，去年至今已有13名消防弟兄殉職。9月1日為氣爆事件滿周月，遊行從自由廣場出發，消防員及民眾手持蠟燭，守護消防安全，行經內政部提出四大訴求（要人力、專業分工、改善救災設備），並在內政部大門貼上封條，向政府控訴消防體制的不足。
- 2018年7月28日，紀念高雄81氣爆事件的裝置藝術「記憶的漣漪」28日揭幕，透過斷裂道路、扭曲鋼板及金屬管等「記憶物件」打造的地景藝術，詮釋高雄市與鋼鐵工業的歷史淵源，深刻傳達氣爆造成的受創街道，讓民眾紀念氣爆事件的同時，享受一塊新的視覺和場域。[7]

- 2020年4月24日，2014年高雄氣爆案，2018年一審判3名高雄市政府人員、9名廠商人員有罪，二審今日宣判，3名市府官員仍被判2年6個月～3年6個月，但9名廠商全都被判無罪。法官表示，管線埋設時的公務員監工、查驗時未能遷改管線，原料外洩引爆只是早晚問題，廠商無從改變此結果。[8]

#### 新屋保齡球館火災
- 2015年1月23日，消促會針對桃園市政府1月23日召開1月20日新屋火警檢討會議於桃園市政府舉辦記者會，表示近三年已有19位基層消防員殉職，八一高雄氣爆死了六位消防員後，今年年初又發生不幸意外。消促會代表指出，三年來促進會不斷在各局處反應制度出問題，但是消防員傷亡人數一直增加。他自己曾有差點命喪火場的危險經驗，但是第一時間到現場只有兩人支援。「如果政府讓消防員人不足、裝備不齊、制度不完善，那為什麼要派我們進火場？憑什麼叫我們進去？我們不希望被叫英雄，這是制度殺人，基層枉死。」[9]

- 2015年1月27日，消促會於內政部門口舉辦記者會，要求內政部應擔起改革消防制度：補足消防人力、補充消防裝備及簡化刪減評比作業。內政部消防署副署長黃能漢出面回應，將與跟各縣市消防局建立更完善制度，但無法承諾期程。促進會要求消防署要在公祭前2月10日提出全面檢討報告，黃能漢表示只能在2月10日前回覆。現場促進會及聲援者不滿副署長回應，將在2月10日發起另一波抗議行動。[10]

- 2015年2月4日，消促會前往立法院群賢樓號招聲援者穿上血衣，以人體排成「人禍」二字，表示消防員高殉職死亡率並非火場問題，而是因為長期人力不足、裝備不良及分工不確實的制度問題。[11]

- 2015年2月10日，消促會前往內政部，重申消防署應立即承諾改革消防體制，並向消防署丟出象徵消防員成為耗材的血手套，呼籲消防署不要讓「今天公祭、明天忘記」的口號成為一再發生的遺憾。

內政部消防署副署長江濟人出面回應時表示，消防員訴求的補足人力、充實裝備與評比檢討，與基層參與，消防署都聽見了，願意與所有消防人員坐下來好好溝通取得共識。對此消防員非常不滿，隨後脫下手上沾滿紅色染劑的「血手套」丟進內政部，象徵消防人員的生命如同耗材般，被用完就丟，訴求要消防員的基本尊嚴。
- 2015年2月15日，桃園新屋保齡球館大火6名殉職消防員，11日上午在桃園巨蛋舉行公祭，消促會到場外召開記者會重申要求補足消防人力、全面改善設備、檢討勤業務與評比制度及開放基層參與的訴求。[13]

- 2016年1月21日，新屋大火已滿一週年，消防員工作權益促進會在桃園市政府前舉辦追思晚會，悼念六名殉職隊員，許多同仁、家屬、聲援民眾前來致意，消促會點明政府報告中的數個爭議處，要求重啟調查，桃園市長鄭文燦與消防局長胡英達也當場承諾。

鄭文燦聽完消防員及家屬的發言，承諾即日起重啟調查，全程資料公開上網，將湯佳興調離主管職，並邀請消促會、家屬加入專案小組，但他也一再強調，判決是地檢署的工作，行政單位只能從旁協助。而消促會希望鄭在紙板上簽名以示負責時，鄭一度不願回應，只重申「我在這裡說了就算數。」直到現場有民眾大喊批判他缺乏誠意，鄭才動筆簽名，隨即返回市府。
- 2016年4月4日，消促會於桃園市政府召開記者會，要求桃園市政府盡速調達大火經過，還給家屬與基層消防員公道與真相。桃園市消防局副局長莫懷祖出面接受陳情，表示還要釐清每位同仁對於案發當時不一樣的說法及時間點，承諾兩週內向6位殉職消防員家屬報告案發經過。[15]

- 2016年12月30日，新屋大火二周年，消促會和報導者共同舉辦講座，並發行新屋大火二周年紀念冊。[16]

- 2017年1月21日，消促會和新屋大火殉職消防員家屬遊行至開道舉辦追思會，隨後轉往總統府陳情，希望政府兌現補充人力、重啟調查等消防改革承諾。消權會秘書長鄭雅菱表示，新屋大火2周年，家屬要的是造成6名消防員殉職的真相，桃園市長鄭文燦在2016年的追思晚會承諾重啟調查，如今卻跳票，家屬到現在仍不見消防機關承認疏失。[17]

- 2017年8月16日，2015年1月20日桃園新屋保齡球館大火奪走6名消防員生命。大火發生後，殉職消防員家屬質疑火災現場調度有人為疏失，因而對桃園市消防局和當日火災現場指揮官湯佳興提起告訴。不過，日前殉職消防員家屬卻收到桃園地方法院檢察署的不起訴處分書，消促會遂於16日偕同家屬至台灣高等法院檢察署聲請再議，呼籲檢察總長裁定起訴、進入法院調查程序，以釐清事件真相。[18]

- 2017年12月20日，2015年1月20日發生桃園市新屋保齡球館火災（簡稱新屋大火案）造成6名消防員殉職，監察院在今年10月時完成調查報告，除了明確指出本案有違建、消防安全檢查問題之外，並指證本案救火時指揮調度出現三大疏失，包含起火點在建築後方、指揮官卻派員由建築前方進入室內搶救、指揮官未登錄搜索人員、未確認無線電設備通信狀況等情形，糾正桃園市政府。

由於監察院糾正桃園市府後近兩個月，市府未回應殉職消防員家屬，消促會及殉職消防員陳鳳翔父親陳義賢前往桃園市政府開記者會，現場擺放6頂消防頭盔，代表6名殉職消防員。要求桃園市長鄭文燦應就監察院調查報告表態，並公開向殉職消防員家屬承認錯誤及道歉，讓殉職人員的家屬與基層消防員在新屋大火案的最後一哩路上，獲得了結與慰藉。
- 2018年2月6日，2015年因新屋大火意外殉職的6名消防員家屬，以及消促會2月6日前往桃園市府靜坐陳情，希望參與設計紀念碑的討論會議，並由市長鄭文燦再度公開致歉。雖過程中一度遭桃市消防局代表數落而起爭執，傍晚直接與鄭通話後仍無法取得承諾，但夜宿至今早，鄭文燦正式出面與陳情者協商，並和家屬達成共識。

因監察院在去年10月公布糾正報告，指出桃市府在案發中的三項疏失：指揮官調度失誤、未確認滯留火場的消防員人數便撤退、未確保無線電通訊。引發家屬和消促會數次前往市府要求對話，除了呼籲官方再度道歉外，另一重點則是未來設立紀念碑的地點、碑文內容。
- 2018年9月29日，新屋亞洲保齡球館大火殉職消防員紀念牆落成，消促會發布聲明指出：紀念牆以及紀念文中簡短記載著家屬、本會的參與以及消防局在大火中的指揮制度疏失，是基層消防員與家屬努力三年、寒冬夜宿市府得來的成果。

新屋大火縱然落幕，制度疏失的火從未停下，今年初桃園敬鵬大火、高雄市茄萣火警殉職案，遲未有任何行政調查檢討下，代表著殉職運動以及殉職調查機制建立仍長路漫漫，每一場殉職都是一個走不出來的經驗，都是以命換取改革的代價，消促會在本次立法院會期亦推出敬鵬修法爭取建立調查機制。
- 2021年1月1日，經過五年審理，桃園地院合議庭認為業者未依消防法相關規定定期檢修電源線、火警自動警報設備、標示設備、緊急照明設備等消防安全設備，遭判6年10月。消促會表示：「包含事前其他部門，譬如說化學品或者是違規使用上面的稽查可以更有效解決，我們在有必要去救災的這個問題。」台灣安檢制度存在一定缺陷，判決除了追究業者責任，接受法律制裁，也呼籲應該回頭審視法規，政府是否確實做到加強稽查和執行拆除，做好前端良好減災策略。[22]

#### 昇陽光電廠火災
- 2017年11月6日，消促會於11月6日針對新竹縣政府消防局新工消防分隊消防員林永軒因公殉職召開記者會，希望縣府1個月內跟基層消防員召開協商會議，盡速補足人力、把捕蜂蛇的業務回歸農政單位並改善裝備。[23]

#### 敬鵬工業平鎮廠火災
- 2018年4月28日，晚上九點，桃園市平鎮區的敬鵬印刷電路板工廠發生大火。因廠房內存有大量柴油及腐蝕性化學物質，火勢直至隔天下午才撲滅。這場火災造成6名消防員林翰霖、游曜陽、余佳昇、游博瑜、林伯庭、林尉熙殉職。

2名泰籍移工帕努朋（SANGLAM PHANUPHON，23歲，服務年資約2年）和41歲車沙（URAMSOONGNOEN CHOETSAK，41歲，服務約3年）職災死亡。敬鵬大火災後也造成平鎮地區的空氣與水質汙染。
- 2018年5月1日，消促會與台灣移工聯盟在內政部前召開記者會，針對桃園平鎮敬鵬大火造成五位消防員、兩位移工死亡，記者會現場擺放五頂消防帽，他們手舉「制度殺人」的牌子，拉起「還要幾個集體殉職」。消促會提出三項訴求：要求基層消防員與協會參與這次調查檢討會議，消防署應修法要求業者主動通報化學物質分布，否則應課以刑責，並且推動修法讓消防員組工會。

消防署副署長江濟人出面回應，消防署認為本次調查要有基層消防員參與，被問到是否讓協會參與調查，江濟人則說「尊重桃園市政府」，內政部另有調查小組。
關於協會訴求盡速修法，江濟人說消防署不會只靠業者良心，工廠是經濟部管、化學品是環保署管、建築是建管單位管理，消防署會整合現行相關機關資訊提供給消防隊，用最短時間處理。修法會牽涉不同機關，消防署用最快速度處理這次事情，但難以提出時程。
消促會問副署長，如果這段時間又發生事情怎麼辦？江濟人說，如果資訊未揭露清楚，消防署建議以現行化災救災處理流程，支持防禦式搶救方式處理。他也說，火場狀況千奇百怪，消防署尊重現行救災指揮官，與救災同仁的決定。被問到消防署是否願意修法讓消防員組工會，他說：「組工會的權責不在消防署，消防署只能樂觀其成。」江濟人回應完三項訴求就離開，引發協會不滿進而追趕，並把「制度殺人」的牌子丟向內政部。
- 2018年5月10日，消促會及多個勞工團體、環保團體到桃園市政府前召開記者會，要求桃市府應針對類似災害建立機制，並跨部會檢討。

消促會指出，從2015年新屋大火造成6位消防員殉職，再到去年造成移工6死5傷的蘆竹矽卡工廠大火，以及造成空氣汙染的中壢泰豐輪胎廠大火，加上敬鵬工廠大火，短短3年間20條人命，證明現有制度不足以保障人民安全。
原先傳出桃市府有官員會出面接受陳情，但記者會尾聲卻無人願意與現場團體見面，經過10多分鐘等待、協調，也僅有勞動局官員願意接下記者會新聞稿，讓現場團體極為不滿。
- 2018年5月14日，立法院社福衛環委員會針對此案，質詢工廠化學品資訊揭露問題，多個勞團、環團於場外同時召開記者會，提出修法方向。

敬鵬大火後，消促會於51勞動節當天前往內政部要求修法，但內政部消防署副署長江濟人並未具體承諾；10日消促會與其他勞團、環團到桃園市政府召開記者會，要市府跨部會檢討，也未得到市府當面回應。因此消權會重申日前訴求，並附上敬鵬大火殉職消防員家屬的簽名，盼政府與立委重視。
消促會說，5月17日是敬鵬大火殉職消防員的公祭，希望當天相關政府單位的官員出席時，能帶著完整的修法內容與承諾，為還活著的人實際做點什麼，而不僅流於空洞的口號。
- 2018年5月17日，敬鵬大火公祭，消促會和新屋殉職案家屬和兩年內失去4名同學的33期消防員祝福：

「三年前你們的學長，26期的鳳翔因為新屋大火殉職，我看著你們，就好像看著我的孩子一樣，現在你們失去兩位同學，心中一定又是再次覆上陰霾，希望你們能夠永遠記住這些，在火場好好保護自己，永遠記得消防工作再危險，自己的安全才是最重要的。」
- 2018年5月23日，移工聯盟針對敬鵬大火2名泰籍移工工殤以及2017年年底矽卡工廠火災，半年內已有8名移工死亡前往剛遷入新址的勞動部，疾呼「移工宿舍和工廠分離、相關資訊翻譯成多國語言」杜絕悲劇再度發生，勞動部則回應，6月將召開相關部會檢討。

消促會前往聲援，並強調「生命的價值不應該用金錢衡量。」6名消防員殉職令人悲痛，他希望外界用同等的關心看待移工議題，如果法令有被嚴格遵守、雇主提供符合安檢的宿舍、踏實掌控員工狀況，2名移工就不會受困火場中失聯，最後釀成遺憾。
- 2018年6月3日，敬鵬大火後一個月，消防員、勞工、移工及環保團體為了檢驗政府相關措施，在6月3日發起跨議題聯合遊行，從勞動部走到內政部及行政院，分別要求主責單位應具體面對制度缺失。

遊行至內政部時，消促會擺放6頂消防安全帽表達對殉職消防員的敬意，並批評內政部在大火後提出的短期計畫「治標不治本」，應跨部會及長遠思考公安問題。最後唱名近5年殉職消防員名字，將殉職消防員看板貼在內政部門口，象徵消防員因人禍及缺陷制度而犧牲。
- 2018年6月11日，消促會於大火後立即提出了中央修法終止殉職的訴求，亦陸續拜訪專家學者，針對搶救現場廠方責任、搶救人員若缺乏救災資訊、資源等現場必須條件，得以安全為由不進入火場等原則進行討論，而修法方向亦獲得立法委員的支持，未來將與時代力量黨團組成修法小組，並預計在9月立法院會期提出法案，修訂消防相關法規保障基層安全。

消促會邀請各地會員、消防員，共同參與修法基層工作坊，針對本次修法方向給予現場實務經驗見解以及分享，由基層提出需求、協會彙整推動，最後推入立院入法，讓修法結果符合第一線人員需求，讓法規修正不要是「長官決定、基層承擔」，而是真正的保障基層的安全，終止下一場殉職！
- 2018年8月14日，時代力量黨團、立法委員黃國昌國會辦公室及消促會共同舉辦消防法修法公聽會。[32]

- 2019年2月22日，107年4月28日桃園敬鵬公司工廠大火，造成6名消防員殉職和2名移工喪命，桃園地檢署偵辦後，認定敬鵬未盡防災責任，今天依業務過失致死罪嫌起訴敬鵬董事長黃維金等6人，3名消防隊現場指揮官檢方認定無過失，予不起訴。[33]

- 2019年3月4日，消促會拜訪內政委員會召集委員張宏陸推動消防法修法。[34]

- 2019年4月28日，消促會於中壢公民會館舉辦「4/28火焰的提醒：敬鵬對年紀念活動」，現場活動包括防災教育以及手作體驗。[35]

- 2019年10月8日，消促會及環保團體、勞工團體針對《毒管法》修法條文發布聯合聲明：

1. 增列消防員、移工、勞動與環保等關注化學品管理團體，作為列入管制化學品質名單的徵詢對象。
2. 篩選流程應納入公民參與和資訊公開原則。
3. 只要有運作毒性與關注化學物質的工廠，於提出核可申請時，就應該全數附上全廠配置圖。
4. 支持維持安全資料表的緊急連絡電話要能隨時聯絡，使救災單位第一時間可與廠方了解廠區最新資訊。
5. 毒性化學物質的標示，應標註讓廠區作業的勞工易見並能了解的外文。
6. 釋放量紀錄申報，應檢討修正管制基準，落實化學物質管制原則。[36]

- 2020年11月27日，環境法律人協會、台灣蠻野心足生態協會等團體與消促會共同主辦「毒家報導」，第五場次「毒化災危機，誰來救援？」由消促會參與與談。[37]

#### 高雄茄萣火災
- 2018年9月23日，高雄市茄萣區莒光路發生火警，一棟4樓透天厝的2樓竄出濃煙，警消獲報後前往救援，先救出一名12樓女童，發現一名蔡姓消防員也受困其中，且因嗆傷昏迷，緊急救出後，因嗆傷無呼吸心跳，送醫急救後仍宣告不治。[38]

- 2018年10月4日，消促會赴行政院提出6大疑點，要求政府立刻展開調查，並由中央修法，建立「消防殉職死傷調查機制」做為未來消防員受訓的改革依據。

6大疑點：
1. 茄萣、湖內分隊一天上班僅6、7人，初期抵達現場僅茄萣分隊，是否因人力不足導致安全管制機制無法落實？
2. 指揮官是否掌握入室人數、進行氣量管制？
3. 依高雄市消防局說法入室人員為混合編組，是否有帶隊官組織入室搜救？
4. 蔡員入室過後為何偏離水線搜索？火場內是否配置引導繩？
5. 現場入室人員是否有攜帶熱顯像儀？高雄市是否有辦理熱顯像儀使用訓練？
6. 蔡員在火場迷失方向後，為何會無法脫困？高雄市是否有辦理消防人員自救(survival)訓練？[39]

#### 台中大雅區工廠火災
- 2019年10月3日，台中市大雅區一處鐵皮工廠凌晨發生大火，兩名消防人員進入火場救災時失聯。凌晨3時22分消防隊員33歲謝志雄、32歲張哲嘉進入火場搜尋火點，上午8時8分尋獲兩人遺體遭重物壓住，不幸罹難。[40]

- 2019年10月3日，消促會、環權會、地球公民基金會等團體下午於立法院召開記者會，提出五大訴求。包括要求立法院盡速完成《消防法》修法，將「殉職調查」入法並開放基層團體參與調查，以及納入「消防員退避權」。同時，針對火場戰術及農地違章工廠等通盤檢討也不容忽視。[41]

- 2019年10月6日，台中大雅火警違章工廠殉職案後，消防署於10月4日發函全台蕭發函全台消防局要求全面清查轄內違章工廠、倉庫之安全設備，檢修申報及防火管理等火災預防措施，是否符合規定並依法辦理。消促會發布聲明指出：

1. 經濟部、農委會等相關部會早已於過去針對全國違章工廠進行清查，重複要求毫無建管專業的消防員進行清查是變相懲罰基層。消促會請消防署暫時撤銷函要求之全面清查，應呈請內政部由經濟部、農委會等相關部會進行，且應邀集經濟部、農委會等《工輔法》修法時相關單位，針對《工輔法》及期20年輔導期重新審視。
2. 依照工輔法6月三讀通過後，2016年5月20日後之違章工廠，是即報即拆，然而實際拆除數量礙於地方政治卻不如預期，執行率令人堪憂。然而2016年5月20日前之違章工廠，中央卻給予其只要通過公安、消防、環保等法規，即可獲得「特定工廠」身分，就地合法且於20年輔導期內對相關建築與土地法規免罰，埋下數萬顆未爆彈。[42]

- 2019年10月15日，台中大雅工廠火警兩位殉職消防員公祭。[43]

- 2019年10月29日，消防生命三權三讀通過，消促會發函向消防署提出針對台中大雅違章工廠殉職案召開災害事故調查會，邀集專家學者、基層消防團體參與。[44]

- 2019年11月8日，消防署針對台中大雅火警召開調查會，消促會針對調查會16位委員只有1名基層消防團體代表召開記者會：消促會指出，歷經1年多的三權修法，包括退避權、調查權與資訊權，上個月底終於在立法院三讀通過，但設立的調查會卻是背離，限縮基層參與的，調查會委員，包括6位官方代表、6位學者專家、3位機關代表，以及1位基層消防團體代表，參與比例過低，應提高基層消防團體參與比例，才有助於釐清真相。[45]

- 2021年1月6日，內政部消防署針對台中市大雅區中和六路工廠消防人員殉職原因提出調查報告。[46]

- 2021年1月20日，消促會等各團體聯合召開記者會，於會中指出從新屋大火、敬鵬大火至大雅大火，其殉職原因之一，即是國家對於違章工廠、建築及救災資訊在法制上不完備，其執行力道不足所致。但遺憾的是，在大雅大火調查報告提出改善建議事項之後，調查會應追蹤改善建議事項進行，迄今仍未收到任何本案中所提及違章工廠（內政部、經濟部）、消防制度（消防署、台中市政府消防局）的業管單位，對此報告提供任何回應，內政部也無邀集委員商討追蹤列管方式。更要求落實《工輔法》即報即拆，蘇內閣應提出「即報即拆農地違章行動方案」；落實《毒管法》災害前端的稽查並完善告警機制，環保署儘快提出「化學管理基金」相關法律草案及建立完善的毒災告警制度，落實社區知情權；落實《消防法》資訊權、調查權：行政院應該要求調查報告中的相關部會提出專案報告，以利調查會依法進行改善事項追蹤。[47]

- 2021年3月15日，消促會與大雅火警殉職消防員家屬一同參與由台中市政府消防局曾進財局長主持的消防局策進作為說明會，會議中針對無線電、火場指揮、生存訓、指揮派遣層級等中央調查報告所提列的內容提出建議。[48]

- 2021年3月16日，消促會出席地球公民基金會工輔法一周年記者會，消促會指出鐵皮工廠的火災，確實是影響消防員安全最深的；中央地方互踢皮球、內政部與經濟部也互踢皮球，卻欠缺系統性的監督，行政院必須回應當初承諾的即報即拆，正式、實際提出作為。[49]

- 2021年6月3日，地球公民基金會等環團舉行「反對農地違章永久就地合法—拒絕工廠特目土地交易，重修工輔惡法」線上記者會，消促會秘書長朱智宇於記者會中表示2019年大雅違章工廠火警造成兩名消防員殉職，政府失信於農地保護承諾，更將農地違章工廠「合法」打造成消防員墳墓。

縱使特登工廠取得合法身分，但因違法建造於農地，消防安全仍有根本性缺陷，缺乏消防水源、建造及建材不符建築法規、產業道路狹小難以讓消防車通行等增添救災困難與風險，若未來仍不斷將農地違章工廠就地合法化，是執政黨對於環境保育、農地保護承諾的失信，更是將農地違章工廠打造為消防員墳場的最大幫兇，對於第一線人員來說相當不樂見，呼籲政府回歸承諾，依法根絕農地違章工廠。

#### 爭取生命三權納入《消防法》
- 2019年10月13日，消促會於立法院群賢樓前展開24小時靜坐守夜暨追思會活動，並發出聲明：

1. 消促會自2018年敬鵬大火後開始推動基層修法消防法行動，保障消防員生命三權。歷經內政委員會審查、黨團協商。因消防署於5月3日突襲提出建議條文，導致法案延宕。台中大雅鐵皮屋違章工廠火警，造成2名消防員不幸殉職，使得消防法修法再次受到社會關注，經由四大黨團發函院長後，將召開黨團協商。消促會將於10月13日下午展開靜坐活動至隔日黨團協商結束，並於10月13日晚上八點舉辦追思活動。
2. 消促會收至消防署內部文件，表示將提出所謂「同意108.5.3黨團協商現場協商版本」之內容，內政部文中所謂「黨團協商現場協商版本」根本完全不存在。況且內政部自消促會推動修法以來，從未推出任何修法版本，現有版本中更無內政部所提「黨團協商現場協商版本」，消促會認為內政部直接研擬法案，直接給予四大黨團的作法，完全是綁架立法院、踰越五權分立，違反憲法精神。
3. 消促會取得於5月黨團協商前，消防署2、4月進行兩次閉門研討，未邀請任何基層、團體參加，會中關於「調查範圍」部分，僅限縮火災勤務；「調查組成」部分，專家學者僅建議不以已註冊團體名稱入法，消促會澄清，修法僅希望「基層消防相關團體」載明法中，從未主張以消促會名義進入。[51]

- 2019年10月14日，消促會於消防法黨團協商後發布新聞稿，指出自2018年敬鵬大火提出消防員生命三權的修法草案，雖經延宕但在台中大雅違章工廠兩名消防員殉職，消促會發起靜坐與聯署後，在黨團協商取得重大前進：

資訊權：立法院跨黨團同意，工廠管理人必須提供搶救必要資訊，以及派人至現場協助救災，否則罰鍰三萬到一百五十萬罰鍰
退避權：明定現場經搶救人員評估救災風險後，如無人命危害之虞，得不執行危險性行動
調查權：同意在消防人員因災害搶救發生重大死傷，開放基層消防團體代表共組災害事故調查會。
然而，消促會也指出未處理完全的部分：何謂危險性救災行動，仍待內政部消防署明訂認定標準；有關災害事故調查會之機制與運行方式，仍待於子法中明訂。
- 2019年10月23日，「消防法部分條文修正草案」於10月24日、25日在立法院進行黨團協商，消促會透露有黨團私下指出，消防署將提出關於立法說明的建議版本，限縮「退避權」與「調查權」內容。消促會赴內政部抗議，要求消防署勿忘台中大雅大火殉職事件，勿將修法內容「打折」，罔顧基層消防員人身安全。[53]

- 2019年10月24日，消防法再次進行黨團協商，消防署提出建議修正版本立法說明，消促會發布聲明指出：

10月15日兩位消防員公祭甫結束，不到一周就提出這種打折版本！荒謬至極，簡直視基層消防法生命於無物。
10月24日協商主要部分，為生命三權「立法說明」，消防署不僅提出「打折」版：「限縮調查權」、「規避制定無人待救而入室搶救之行動標準」，製造爭議。
尚未進入實質協商階段，各黨團便因為黨團協商結論出現不同版本，於現場起紛爭，經過院長要求立法院議事處、內政部消防署真相還原後，才發覺是消防署於立法說明文字修正前後，卻並未通知各黨團所致。
以消防實務經驗而言，危險性救災行動之執行需考量現場環境、建築物結構、火勢發展狀況、資訊是否完善、危險物品的位置、人力是否足夠、水源是否充沛、管制是否落實、救援是否到位等多項評估。若如消防署模糊定義，則不僅殉職先烈熙生枉然，未來還是有可能在明明無人待救、沒有人命危急的狀況下，消防員還是被迫進入火場，可能會是防止火勢蔓延、擴大、找火點等，徒增救災的風險。
消防署於今日朝野協商前夕，原參酌CNS1467之國家標準訂立重傷調查範圍，消促會予以贊同，現場卻又提出以「職業安全衛生法」之重傷版本，限縮調查權，協商結束前，陳文龍署長又再次提出，以「刑法」加重傷害作為調查範圍，等於一周不到調查權連續退縮兩次。
以消防署主張刑法之定義，需達器官「毀敗」、「嚴重減損」、「不治、難治」，不僅實務上需至少半年復健、治療，尚須由醫院與職安機構之認定，才可得知是否符合調查資格，不僅與其即時調查說法矛盾，更與行政調查「見微知著」精神不符，嚴重限縮調查範圍之後果。
- 2019年10月25日，消促會發出「搶救消防員，力挺基層消防法」立委承諾書，懇請委員簽署支持。[55]

- 2019年10月27日，中央社發出「生命三權納入消防法 29日立法可望三讀」新聞，文中表述：民進黨立法院黨團書記長李俊俋表示，第一次召集朝野協商後，各黨主要條文都有共識、已簽字，黨團也與消防員權益相關團體接觸多次，修正條文內容相關團體也都可以接受，預計29日上午的立法院就會處理。

消促會發布聲明：
1. 接受完整生命三權條文與立法說明，「不接受」打折立法說明。
2. 消防署突襲提案、鬧修法羅生門，致協商無果，29日可能表決，本會堅持生命三權不打折，籲請各黨表態「不接受」打折版。[56]

- 2019年10月27日，消促會發出「三讀前夕，號招萬人聯署，捍衛消防員生命三權」號招社會各界聯署支持消防法生命三權修法。[57]

- 2019年10月29日，立法院上午通過「消防法部分條文修正草案」二、三讀，拍板確立「消防員生命三權」入法，包括增修第20-1退避權、第27-1調查權，以及第21-1與43-1資訊權等相關內容。過程中時代力量黨團提出兩項附帶決議，內容為消促會提出的退避權及調查權「立法說明」，表決後皆遭反對，未來將交由內政部消防署訂定。消促會表示，修法過程中附帶決議遭否決令人深感遺憾，未來仍會持續監督相關子法訂定與落實。

表決前夕，消促會赴立法院群賢樓抗議，並焚燒由消防署在14日黨團協商後擬訂的「打折版」退避權及調查權立法說明，同時公布支持消促會修法版本立委名單，盼能順利推行修法，將消防員生命三權入法，以及訂定明確立法說明等相關子法規範。
- 2020年1月16日，生命三權三讀修法，最後由於立法說明空白，導致並未定義受傷標準。署長受訪時表示，消防法裡要啟動調查權是以刑法中的「重傷」作為標準，但在行政法規裡的救災安全諮詢調查機制，就已規定若消防人員受傷、住院，都須啟動調查，同樣也會邀請專家學者、縣市消防局以及基層消防團體共同參與。

消促會發布貼文表示，以「刑法重傷」作為調查定義標準，即是「消防署的立場」，也是限縮調查範圍，消促會當時主張，若因搶救災害導致人員受傷，參考中華民國國家標準（CNS1467）「暫時全失能的定義」，如今消防署自行定義之調查範圍，絕非消促會推動消防法修法時的訴求，完全不符基層期待。
- 2021年3月1日，消促會副理事長李宗吾受聘為內政部災害事故調查會調查委員，是調查會中唯一的基層消防團體代表。[60]

- 2021年3月24日，消促會出席由監察院召開「災害事故調查會之啟動調查機制等陳情案」諮詢會議，針對調查啟動機制部份主張「勤務造成死傷」作為調查啟動機制、調查報告取閱不易、內政部未主動公開報告、大雅調查會至今仍未邀請委員召開追蹤改善提出建言。[61]

### 工時人力改革

#### 工時改革
- 2013年4月6日，台北市消防員發起北部第一次406消防員搶救心肝大遊行，訴求人力要補足、休息人性化、任務有分工、評比要改革與基層協商，隊伍從國父紀念館一路走到台北市府終點，途中經過台北市消防局時；消防人員舉起豬肝，要求長官重視人力不足、消防過勞等訴求，並提醒消防局長官要有「心」保護好基層消防員的「肝」。第二站到達信義鬧區以救災行動劇凸顯消防人力不足，所造成救災環境的危機，因人力不夠，救災時造成市民安全危機。[62]

- 2015年5月1日，五一勞動節大遊行，警察、消防、醫護人員共組「無法救人大隊」痛批工作環境惡劣，呼籲政府官員正視基層勞動者心聲，也希望社會大眾認識爭取勞動權益的重要性。

主導隊伍的醫師勞動條件改革小組、消促會、基層護理產業工會、警工推在共同聲明中提到「我們是以助人為天職。」但與民眾生活、安全息息相關的四大職業，卻因過時法令和社會風氣限制，長期犧牲自身健康，更在超時工作、人力短缺的情況下，影響了「救人」的效率，消促會說：「我們不只無法救人，可能連自己也沒辦法救」。
- 2019年5月29日，新竹縣消防局發布外勤單位勤修制度修正對照表，宣布工時調降。月總工時從以往勤二休一補一降最多分隊可達勤二休一補三，降低48小時，工時逐步減少。[64]

- 2019年11月29日，高雄市消防員徐國堯、張家偉與消促會於2014年所提之消防工時釋憲案，由司法院召開記者會，宣布司法院釋字第785號【公務人員訴訟權保障及外勤消防人員勤休方式與超勤補償案】，消促會提出聲明：

1. 釋字785號出爐認定現行勤休與超勤補償制度上的違憲，為輪班制公務員的工時改革，帶來了契機。未來三年內相關機關將依釋憲解釋，進行相關規範之訂立與修正，呼籲全國消防員加入消促會，加入改革。
2. 釋憲聲請人之一徐國堯於2017年提出公務員救濟權釋憲爭取復職，目前仍待大法官審理，消促會呼籲大法官亦在公務員救濟權上給予圓滿的結果，還給爭取權益的消防員一個公道。
3. 消防署發布新聞稿表示相關法令將配合有關主管機關辦理，消促會呼籲消防署若要真正落實人力工時改善、超勤補償等檢討辦理事項，應邀請長期訴求相關議題，及提出釋憲的消促會共同參與，讓基層的聲音進入討論。[65]

- 2019年12月6日，大法官會議作出釋字第785號解釋，內容指出消防員、交通、警察等「業務性質特殊機關」的公務員工時需得到保障。釋憲聲請人、前消防員徐國堯和消防員工作權益促進會、警察工作權益推動協會、台灣獄政工會等基層公務員團體出面，要求目前三位總統候選人提出改善政策，和各團體會面，並恢復徐國堯在體制內抗爭，卻因此遭高雄市消防局解聘的名譽。[66]

- 2020年12月8日，消促會與公務革新力量聯盟、警察工作權益推動會、獄政工會、台鐵產業工會共同召開記者會，要求釋字785號解釋後一年，人總於政策、法規擬定階段應邀集基層團體共同參與討論，納入基層意見；人總應比照軍公教年金改革，於全台召開說明會，給予機關與基層充分討論空間。[67]

- 2021年3月2日，消促會與各基層公務員團體一同參與行政院人事行政總處（人總）工時交流會，提出「工時有上限」、「休時要足夠」、「加班要實質補償」、「給予加班選擇權」四個改革方向。[68]

- 2021年5月4日，消促會針對2019年釋字785號案出爐分別於雙北、台中等地舉辦全台工時修法說明會。[69]

- 2021年5月10日，消促會參與由國家人權委員會召開「社會對話–人權Hub交流站」，於會中針對「賦予警消勞動三權完整保障」、「落實釋字785號」、「加班補償正常化」、「擴大職安法適用範圍」、「建立公務員職安研究」等主題進行發言。[70]

- 2021年5月14日，消促會參與消防署工時交流會，並向江濟人副署長表示：交流會應持續召開、消防署應承諾向中央爭取預算支持地方落實健康權，副署長現場承諾中央會和地方共同爭取預算。針對消防署工時框架性規範，消促會發表聲明指出：

1. 消防署引用日本消防制度於2003年「拘束休息時間不認定為工時做法」不僅錯誤引用且過於老舊，應重新審視草案。
2. 消防勤務特性需面對無法預期的緊急救護救災，隨時準備在出勤的狀態。在勞基法實務見解中，應認定為工時。
3. 消防署於拘束休息時間中，雖訂出有連續8小時的休息時數，但又給予彈性調整。應於規範中給予挪移限制，或是給予基層挪移的同意權。
4. 加班費率正常化、將危險加給納入加班費公式，並參考勞基法的加班費率調整方式，隨時數提高。[71]

- 2021年9月23日，考試院公告《公務員服務法》、《公務人員保障法》修法草案。[72]

- 2021年11月11日，消促會於立法院記者會指出，2019年11月29日，司法院大法官公告釋字785號解釋文，凸顯我國輪班公務人員工時制度不完備及忽視健康權，其中消防員的工時制度更是各地縣市不一，造成加班超勤時數一國多制、申請補休時數缺乏合理性的混亂現象，促進會與立法委員邱顯智、管碧玲共同記者會，要求消防署完善法制作業，解決外勤消防員加班及補休時數的亂象。[73]

- 2021年11月11日，消促會與台灣警察工作權益推動協會、台灣公務革新力量聯盟、台灣獄政工會到行政院遞交陳情書。日前大法官釋憲，宣告現行公務體系工時法制保障不足、加班補償不適當，要求3年內修正，但這群公務人員認為，政府機關的修正草案只是敷衍了事，工時改革淪為空話。[74]

#### 徐國堯遭免職
- 2014年9月12日，消促會於民進黨中央黨部抗議指出，民進黨主席蔡英文放任高雄市長陳菊開鍘為消防員權益爭取制度改革的高雄市政府消防局消防員徐國堯，民進黨讓美麗島事件戒嚴再現，儼然成為民主退步黨。

消促會批評，徐國堯是消防體系裡第一位跳出來表達人力不足、工作超時等消防體制問題的消防員，並籌畫消防員大遊行。徐國堯在為消防員爭取權益過程中，屢次遭到高雄市政府無情打壓，3個月內被記42支申誡，最後被解雇，家庭生活頓時失去支柱，根本是戒嚴再現。消促會指出，若高雄市政府不撤回免職令，消促會將對蔡英文及陳菊「如影隨形」抗議。
消促會提出三大訴求，要求撤銷徐國堯的免職處分，並拒絕政府不當打壓，且應該完整補足消防人力，解決人力不足造成超時工作的相關問題。
- 2014年12月25日，順利連任的高雄市長陳菊上午進行就職典禮，一批聲援徐國堯的群眾被隔絕場外，痛批徐國堯因籌劃消防員大遊行、向消防局提起行政訴訟等事件，遭懲處換算共42支申誡，而在2014年9月遭免職。徐國堯提出行政救濟程序，其中部分懲處已被駁回，過程中卻被記小過「不斷補刀」。消防局明天將再召開考績委員會，針對徐其它6案，包含「隨民間團體到市府、內政部抗議」等決議懲處，並討論如何處理遭駁回的懲處案。[76]

- 2015年1月8日，曾參與籌劃消防員大遊行的高雄市消防員徐國堯，2014年在3個月內被記了10案換算共41支申誡而遭免職，徐國堯及消促會認為，消防局裁罰缺乏具體事證，且有惡意指控之嫌，去年提出行政救濟後，在已審查的5案17支申誡中，考試院保訓會駁回高市消防局懲處的12支申誡，但消防局再開考績會追加徐11支申誡。保訓會審查後5案懲處及免職案，消促會等成員在考試院外聲援，期盼保訓會公正審查。[77]

- 2015年6月11日，徐國堯案行政訴訟開庭，包括消防員工作權益促進會、民間司改會、高雄大學法扶社等團體均到場聲援徐。徐國堯指出，自去年5月起，消防局利用短短3個月連續密集地記他42支申誡，因《公務員考績法》規定情節重大者才得以免職的防火牆，在消防員適用的《警察人員人事條例》中並不存在，高雄市政府消防局抓緊了法律上認定的「行政管理懲戒」特權，連續懲處達到將他免職的目的，而這42支申誡的懲處理由沒有一項與他消防員救災救護工作有關，反而都是指他擔任協會幹部、向媒體發言、任意請假等模稜兩可的指控。[78]

- 2016年7月27日，高雄市消防隊員徐國堯，因爭取消防員工作權益，短短三個月間被懲處42支申誡並遭到免職，徐國堯不服提起行政訴訟，高雄高等法院駁回全案，消促會到法院前拉起「司法默許追殺、基層抗爭到底」布條，痛批法院默許消防局「追殺」。[79]

- 2017年8月9日，高雄市消防員徐國堯於2014年9月因當年度陸續被密集懲處42支申誡遭解聘，自2015年起消促會和徐國堯一同展開救濟程序，至今已兩年，卻仍未能讓徐國堯針對各項申誡進行實質辯駁，消促會、司改會、徐國堯解聘案義務律師團等團體前往司法院聲請釋憲，希望大法官會議補充釋字第243號解釋，彌補公務員在憲法上的訴訟權保障漏洞。[80]

- 2019年12月9日，司法院大法官會議日前作出釋字785號解釋，點出國家對公務員工時制度缺漏，侵害憲法保障人民的服公職權、健康權。而釋憲聲請人是高雄市政府消防局的前消防員徐國堯，他因為多年來爭取工時公平，最後在40天內遭記42支申誡，最後遭免職。徐國堯遭免職將近6年，他在9日到司法院前召開記者會，希望大法官能夠繼續作出更多解釋案，保障他這類吹哨者的權益。[81]

- 2020年8月3日，消促會與勞工團體於高雄市政府四維行政中心，以保障勞動人權為題、向3位高市長補選候選人喊話並提出3項訴求，支持公部門吹哨者、支持保障高雄勞工吹哨揭弊、承諾開放產業或職業工會參與勞動檢查陪檢。[82]

#### 爭取公務人員職業災害機制
- 2019年8月15日，由於公務員的主管機關「公務員保障及培訓委員會」將在9月修正《防護辦法》，消促會召開記者會，認為修訂版草案仍沒有職安專業認定機制，並有多項缺失，呼籲保訓會在修正前應聆聽並納入基層公務員的心聲與意見。

消促會訴求，政府相關部門應建立消防員職災資料庫，研擬職災預防對策。應效法《勞基法》引入勞動檢查與裁罰機制，應有公正第三方進入公部門，可讓基層公務員向第三方監督單位申訴，避免保訓會職病認定有球員兼裁判的情況。

### 推動消防員裝備及業務改革

#### 捕蜂捉蛇及動物救援回歸
- 2014年1月23日，2013年年底南投縣消防員劉永華為了救貓摔成重傷，還有新竹縣新埔鎮發生人為縱火，消防員人力嚴重不足，導致救災不力，造成一老翁喪生。消促會在內政部前召開記者會，要求內政部消防署出面解決消防員勤務權責不分、消防員短缺問題，並要求在一個月內與基層消防員開協調會，釐清基層消防員所面臨的問題。[84]

- 2015年4月7日，1月20日發生的新屋保齡球館惡火，奪走6名勇消姓名，市府、消防局事後宣示要讓消防員回歸消防、救災本業，救援動物等勤務和農業局等單位協調，改採外包方式，原本預計要4月交接，但農業局人力與志工訓練量目前都說不足，全面交接可能要延到六月，基層消防隊員抱怨，「長官當初說好的承諾呢？」[85]

- 2015年11月1日，高雄市動保處支持回歸消防專業，成立專責犬貓救援單位。

- 2016年9月9日，消促會於行政院門口召開記者會，消防員指出自己從未受過捕捉動物的專業訓練，卻常得硬著頭皮上陣置身險境，消防員要求行政院補足消防隊、農業局人力，讓捕蜂捉蛇等勤務回歸農業局、消防人力回歸本業，才能專心打火救災。[86]

- 2016年10月16日，台北市消防局擬將捕蜂業務全權移回動保處負責；據了解，動保處則以「蜜蜂是昆蟲不是動物」為由拒絕，還要消防局思考「救人是誰的責任」，市議員黃向羣痛批動保處滿嘴推諉之詞。[87]

- 2017年6月16日，消促會參與時代力量立委徐永明召開「捕蜂捉蛇農委會擺爛，人民消防員權益何在」記者會，消促會表示，這已經嚴重影響消防員的職業安全，消防員人力長期不足還要分出人力，根本是本末倒置。[88]

- 2017年8月22日，在消促會的抗爭下，中央政府於年初決定要將捕蜂捉蛇業務回歸行政院農委會主政，拍板定案至今已過半年，消促會不滿農委會補助金額及門檻過低，造成縣市政府難以或者不願配合等問題，於22日下午帶著蛇與蜂窩從行政院遊行至農委會。[89]

- 2017年10月13日，時代力量立委徐永明在立法院質詢時，要求政府編常態預算，讓消防員不必再做捕蜂捉蛇工作，回歸給專業的農政單位。但行政院長賴清德並未承諾，只說以台南市長的立場「這是做功德的事情，消防隊員其實可以幫忙」。[90]

- 2017年10月20日，行政院長賴清德表示，在台南有聽消防員講過，覺得做這件事對原來的工作沒影響，「如果媒體有報導，他們也有成就感」。[91]

- 2017年10月30日，消促會於行政院召開記者會，要求行政院明年開始撥足預算，將捕蜂捉蛇業務回歸農政單位，並要求讓基層消防員參加由行政院長賴清德召集的捕蜂捉蛇回歸會議。行政院災害防救辦公室參議方德勝表示會向農委會反映，並表示會議「現場位置不夠」，但願意另開會議室。消促會口頭確認能充分表達訴求後，由10多位代表進入行政院開會。

消促會會談後發出新聞稿，行政院由災防辦公室副主任王怡文出面，明確表示捕蜂捉蛇業務主體明年起回歸農政單位，每年1.3億預算也將由明年起實施，然而若有「緊急事態」仍將由消防單位處理，同時交付內政部編制蜂蛇獎勵金撥與消防單位，作為職勤捕蜂捉蛇業務之補償。消促會表示行政院不該樂觀以為1.3億補助款就能妥善處理捕蜂捉蛇業務，也重申拒絕以任何補償或獎勵，作為持續要求消防單位執行捕蜂捉蛇業務的交換條件，並要求行政院7日內邀請消促會召開會議討論捕蜂捉蛇回歸政策。
- 2017年12月21日，新北市動保處因應2018年1月1日起捕蜂捉蛇業務移撥，首創全國第一個動物救援中心，地點位於板橋動保處，編制71位救援人員，24小時服務不打烊，同時因應救援距離再擴增五股、三芝及新店等3處夜間救援據點，開始試營運，務必使每個救援案件都能圓滿達成任務。

新北市捕蜂捉蛇救援業務過去皆由消防局承接，從2017年10月1日起，新北市29區24小時動物救援業務，已全面回歸動保處，現在將更進一步，開全國之先，於2018年1月1日起成立國內第一個動物救援中心，專責辦理每年平均5000件貓狗動物救援及1.1萬件捕蜂捉蛇業務。
- 2018年3月12日，屏東縣府編列1275萬元預算，將捕蜂捉蛇的勤務招標委外處理，受理時間為上午八點至晚上十點，晚上十點至凌晨八點仍會由消防員負責。[94]

- 2018年4月21日，苗栗縣政府獲中央補助外包捕蜂、抓蛇業務，預計5月份正式委外。[95]

- 2018年7月1日，嘉義市政府結合具有捕蜂捉蛇經驗或技術之義消人員組成捕蜂捉蛇隊，編組時間到年底。[96]

- 2020年3月10日，台南市農業局今年度起將抓蛇業務委由民間廠商執行，台南市消防局說，2017年間行政院即裁示捕蜂抓蛇業務要回歸農政單位，2018年4月捕蜂工作已由農業局委由民間廠商執行。[97]

- 2020年9月15日，台中市農業局表示，捕蜂捉蛇案件量日益龐大，為提升效率，明年元旦起將分為市區、北屯區、海線三區，委託民間業者分區執行業務。以往捕蜂捉蛇都由消防局執行，去年編列1100餘萬元處理，今年經費增至2250萬元。[98]

- 2020年11月9日，原由農委會編列預算補助地方政府委外辦理的捕蜂捉蛇業務，今年底後不再補助，由地方政府編列預算支應，基層消防員擔心捕蜂捉蛇業務又回到消防員「做功德」的狀況。消促會秘書長朱智宇指出，捕蜂捉蛇勢必瓜分第一線消防資源及心力，還可能造成消防員受傷等風險。中央3年補助期將告一段落，但千萬不可走回頭路，中央應持續協助地方讓消防員慢慢從捕蜂捉蛇任務中退場，真正回歸救災救護本業。他建議，未來或可透過技職系統開班授課，或鼓勵廠商受訓認證來培育捕蜂捉蛇人員，讓供需走向產業化。[99]

- 2021年4月24日，高雄市長陳其邁年前慰問消防局時，提出捕蜂捉蛇逐步回歸農業局承諾，今年起捕蜂業務已先行回歸農業局。高雄市每年捉蛇案件大約4500件，目前已爭取到經費，並啟動規劃委外招標，預計6月起捉蛇業務全面回歸農業局，交由委外廠商處理。[100]

- 2021年6月16日，高雄市捕蜂捉蛇業務於6月21日全面回歸由農業局委外辦理。[101]

#### 爭取第二套消防衣與裝備檢修標準
- 2015年9月30日，台中市政府消防局明年特編列1763萬元預算，用來充實汰換410套消防衣；並編列1640萬元增購排煙機、雙節梯等裝備，確保打火弟兄出入火場安全。[102]

- 2016年9月23日，新竹縣消防局採購全縣第一台消防衣專用洗衣機，配置在竹東分隊試辦「自己的消防衣自己洗」；消防員獲悉這個好消息後紛紛說，過去幾乎是「萬年不洗」的消防衣，終於「有地方可以洗澡了！」[103]

- 2019年5月23日，消促會與立院時力黨團召開「安全不應區分城鄉！請給消防員足夠的合格設備」記者會，會中揭露全國消防員竟連消防衣、雙節梯等基本消防設備均不足等問題。時代力量立委黃國昌痛批，全國消防員連基本兩套消防衣的標準都未達到，要求盡速補足，另詢問「精進消防救災裝備器材4年中程計畫」是否延續，不要「今天公祭、明天忘記」；消防署副署長蕭煥章承諾，兩周內統計完畢並進行後續處理。[104]

- 2019年5月27日，台中市消防員外勤隊員消防員消防衣長期存在不足與清洗烘乾問題，台中市議員林德宇27日質詢時要求消防局應加快採購期程，讓每位隊員都有2套消防衣，並於各分隊增設專屬消防衣的烘衣設備，以改善現行採取自然風乾耗時不便的作法。消防局長曾進財允諾支持試辦，並視成效推動。[105]

### 爭取COVID-19疫情期間消防員權益

#### 爭取消防員防疫獎金
- 2020年10月11日，消促會向各縣市會員蒐集發放防疫獎金情形並公布，發現防疫獎金全部由地方自行編列，並出現全國獎勵津貼不一，部分縣市未發放情形。[106]

- 2020年10月12日，台中市宣布發放防疫獎金。[107]

- 2020年10月13日，高雄市宣布發放防疫獎金。[108]

- 2020年10月14日，台南市宣布發放防疫獎金。[109]

- 2020年11月25日，消防署發放一次性的中央防疫獎金。[110]

#### 因應防疫勤務調整
- 2021年5月12日，台北市政府消防局發布新聞稿表示因應疫情升溫，暫停警消及義消人員執行居家訪視及義消協勤救護勤務，並暫停辦理大型宣導活動。[111]

- 2021年5月12日，消促會理事長黃鈺翔與警工推及公革力理事長聯合投書蘋果新聞網，呼籲「警消主力應先抗疫 而非練划龍舟」。[112]

- 2021年5月19日，台北市政府消防局下午下達通報將高救隊勤休改制二休一，並要求部分人員銷假返隊上班。消促會隨即提出聲明表示此舉將提高染疫風險，更會造成基層人員疲勞，進而影響防疫工作；另外也會犧牲基層消防輪班人員的權益，影響家庭關係。[113]

- 2021年6月2日，消促會於6月2日針對第三級警戒期間，消防員相關勤務召開記者會指出：

1. 有關防疫裝備部份，消防署原每周撥補一次政策已不及疫情變化，呼籲指揮中心重新評估。
2. 有關防疫巴士部份，呼籲指揮中心訂定縣市、跨縣市防疫巴士勤務運作指引、協助縣市建立防疫巴士國家隊，並考量將民間救護車業者審核後納入防疫體系，減輕前線人員負擔。
3. 消促會認為應以將緊急救護中央單位的消防署，提升其在指揮體系中位置，重視到院前運輸與處置，以及消防員之防疫勤務政策。[114]

## 組織合作

### 工鬥
2016年與全國關廠工人連線、國道收費員自救會、台灣國際勞工協會、桃園市產業總工會等勞工團體共同組成工鬥連線。提出五鬥一案，包括「年金鬥基本保障」、「長照鬥老殘安養」、「約聘僱鬥正規聘雇」、「醫護消鬥全民健康」、「勞動者鬥政治罷工」，以及一案「解決國道關廠案」。

### 工時改革聯盟
2020年與台灣公務革新力量聯盟、台灣警察工作權益推動協會、台灣法警工會、台灣獄政工會共同組成工時改革聯盟。在釋字785號之後，政府有3年的時間，重新檢討公務人員工作時數、連續休息時數、超勤加班費的制度，補足工時待遇的各層級規範。敦促相關單位確實依釋字785號的意涵，完備各類機關同仁的制度保障。

### 《工輔法》相關議題
2019年政府修正《工輔法》，消權會與環境法律人協會、地球公民基金會、台灣農村陣線、環境權保障基金會、主婦聯盟環境保護基金會、彰化環境保護聯盟、台灣環境資訊協會共同推動包括：「特登工廠」落日期限、中高汙染工廠輔導遷廠及關廠期限、納入「公民訴訟」條款、就地合法明訂限於零星並與農業區相容的業別、確保群聚區落實整體規劃、污染業別認定及農地工廠可就地合法業別認定回歸由環保署及農委會主責。

## 歷任理事長
| 年度      | 姓名   |
| --------- | ------ |
| 2013-2020 | 楊適瑋 |
| 2020-2021 | 黃鈺翔 |

## 相關報導
- 3個月記42支申誡 消防員爭權益打死不退
- 消防員工作權益協會會員大會 爭取合理工時 （页面存档备份，存于）

## 外部連結
- 消防員工作權益促進會|搶救消防員 National Association for Firefighters' Rights （页面存档备份，存于）
- 搶救消防員的Facebook專頁